# Futbol'nyj Klub Fakel Voronež 2019-2020
Questa voce raccoglie le informazioni riguardanti il Futbol'nyj Klub Fakel Voronež nelle competizioni ufficiali della stagione 2019-2020.

## Stagione
In campionato la squadra arrivò alla terza retrocessione consecutiva: al momento della sospensione del torneo a causa della Pandemia di COVID-19, infatti, si trovava all'ultimo posto a pari merito con Mordovija e Tekstilščik Ivanovo, ma ancora una volta in estate il fallimento di altri club consentì al Fakel la riammssione in PFN Ligi

## Rosa
| N. |                    | Ruolo | Calciatore           |
| -- | ------------------ | ----- | -------------------- |
| 1  | Russia (bandiera)  | P     | Aleksandr Sautin     |
| 2  | Russia (bandiera)  | D     | Danil Neplyuev       |
| 3  | Russia (bandiera)  | D     | Igor Khaymanov       |
| 4  | Russia (bandiera)  | D     | Aleksey Solovjev     |
| 7  | Russia (bandiera)  | A     | Maksim Grigorjev     |
| 8  | Russia (bandiera)  | C     | Artur Ryabokobylenko |
| 9  | Russia (bandiera)  | C     | Vladislav Korobkin   |
| 10 | Russia (bandiera)  | C     | Roman Kosyanchuk     |
| 11 | Russia (bandiera)  | A     | Ilya Mazurov         |
| 17 | Russia (bandiera)  | A     | Roman Pukhov         |
| 19 | Armenia (bandiera) | A     | Ruslan Koryan        |
| 21 | Russia (bandiera)  | D     | Oleg Krasilnichenko  |
| 22 | Armenia (bandiera) | P     | Stanislav Buchnev    |
| 23 | Russia (bandiera)  | D     | Vladislav Turukin    |
| 25 | Russia (bandiera)  | D     | Mikhail Smirnov      |
| 26 | Russia (bandiera)  | D     | Aleksandr Cherevko   |
| 30 | Russia (bandiera)  | P     | Dmitri Kortnev       |
| 34 | Russia (bandiera)  | C     | Oleg Dmitriev        |

| N. |                   | Ruolo | Calciatore          |
| -- | ----------------- | ----- | ------------------- |
| 44 | Russia (bandiera) | D     | Aslan Dashaev       |
| 55 | Russia (bandiera) | D     | Vladislav Parshikov |
| 73 | Russia (bandiera) | D     | Kirill Glushchenkov |
| 77 | Russia (bandiera) | A     | Mikhail Petrusev    |
| 79 | Russia (bandiera) | P     | Danila Ermakov      |
| 87 | Russia (bandiera) | C     | Dmitri Korobov      |
| 88 | Russia (bandiera) | D     | Vladislav Masternoy |
| 91 | Russia (bandiera) | A     | Pavel Yakovlev      |
| 92 | Russia (bandiera) | D     | Sergey Bryzgalov    |
| 94 | Russia (bandiera) | C     | Aleksey Evseev      |
| -  | Russia (bandiera) | D     | Aleksandr Likhachev |
| -  | Russia (bandiera) | D     | Aleksey Gladyshev   |
| -  | Russia (bandiera) | D     | Vladislav Mikushin  |
| -  | Russia (bandiera) | C     | Temuri Bukia        |
| -  | Russia (bandiera) | C     | Roman Vorobjov      |
| -  | Russia (bandiera) | A     | Ivan Khleborodov    |
| -  | Russia (bandiera) | A     | Aleksandr Verulidze |

## Risultati

### Pervenstvo Futbol'noj Nacional'noj Ligi
| Arbitro: | Sergej Ivanov |

|  |           |                  |
|  | Marcatori | 81’ Ivan Sergeev |

| Voronež 13 luglio 2019, ore 16:00 2ª giornata | Fakel Voronež  | 0 – 0 referto | Čajka Pesčanopskoe | Stadio Centrale (2.675 spett.)\| Arbitro: \| Artem Lyubimov \| |
| Arbitro:                                      | Artem Lyubimov |               |                    |                                                                |

| Voronež 20 luglio 2019, ore 16:00 3ª giornata | Fakel Voronež | 0 – 0 referto | Čertanovo | Stadio Centrale (2.502 spett.)\| Arbitro: \| Artur Fedorov \| |
| Arbitro:                                      | Artur Fedorov |               |           |                                                               |

| Arbitro: | Aleksey Amelin |

|                   |           |                                     |
| Oleg Dmitriev 46’ | Marcatori | 19’ Mikhail Markin 32’ Ilnur Alshin |

| Arbitro: | Anton Anopa |

|                   |           |  |
| Adlan Katsaev 25’ | Marcatori |  |

| Arbitro: | Igor Panin |

|                                                |           |                 |
| Oleg Dmitriev 34’ Aleksandr Tenyaev 59’ (aut.) | Marcatori | 49’ Anton Orlov |

| Arbitro: | Pavel Shadykhanov |

|                                                 |           |                      |
| Igor Portnyagin 35’ Pavel Ignatovich 78’ (rig.) | Marcatori | 4’ Aleksey Gladyshev |

| Arbitro: | Evgeni Kukulyak |

|  |           |                                    |
|  | Marcatori | 51’ Amur Kalmykov 72’ Igor Paderin |

| Arbitro: | Anton Anopa |

|                                                         |           |  |
| Aleksandr Kutjin 2’ Ruslan Gordienko 63’ Said Aliev 73’ | Marcatori |  |

| Voronež 25 agosto 2019, ore 17:00 10ª giornata | Fakel Voronež    | 0 – 0 referto | Avangard Kursk | Stadio Centrale (2.439 spett.)\| Arbitro: \| Nikolay Voloshin \| |
| Arbitro:                                       | Nikolay Voloshin |               |                |                                                                  |

| Arbitro: | Sergey Kulikov |

|                         |           |                                                                                    |
| Aleksandr Radchenko 70’ | Marcatori | 37’ Mikhail Petrusev 50’ Ruslan Koryan 65’ Artur Ryabokobylenko 85’ Roman Vorobjov |

| Arbitro: | Vasili Kazartsev |

|                    |           |                  |
| Roman Vorobjov 23’ | Marcatori | 42’ Pavel Dolgov |

| Arbitro: | Anatoliy Zhabchenko |

|                                      |           |  |
| Maksim Nenakhov 66’ Azat Bairyev 74’ | Marcatori |  |

| Arbitro: | Ivan Sidenkov |

|  |           |                                                                 |
|  | Marcatori | 11’ Artem Polyarus 15’ Aleksandr Troshechkin 49’ Artem Polyarus |

| Krasnodar 30 settembre 2019, ore 16:00 15ª giornata | Krasnodar-2    | 0 – 0 referto | Fakel Voronež | Stadio Accademia Krasnodar (340 spett.)\| Arbitro: \| Aleksey Amelin \| |
| Arbitro:                                            | Aleksey Amelin |               |               |                                                                         |

| Voronež 5 ottobre 2019, ore 16:00 16ª giornata | Fakel Voronež   | 0 – 0 referto | Tom' Tomsk | Stadio Centrale (1.253 spett.)\| Arbitro: \| Maksim Matyunin \| |
| Arbitro:                                       | Maksim Matyunin |               |            |                                                                 |

| Arbitro: | Ivan Sidenkov |

|                |           |  |
| Ilya Petrov 7’ | Marcatori |  |

| Arbitro: | Artem Lyubimov |

|  |           |                                                                               |
|  | Marcatori | 22’ Oleg Kozhemyakin 54’ Sergey Samodin 74’ Ivan Oleynikov 90’ Sergey Samodin |

| Arbitro: | Evgeni Turbin |

| |           |                                           |
| Sylvanus Nimely 5’ Soltmurad Bakaev 6’, 36’, 64’ Sylvanus Nimely 14’ Sylvanus Nimely 25’ Maksim Glushenkov 80’ | Marcatori | 45’ (rig.) Ruslan Koryan 77’ Ilya Mazurov |

| Arbitro: | Yunus Koshko |

|  |           |                             |
|  | Marcatori | 41’ (rig.) Mikhail Petrusev |

| Arbitro: | Ivan Sidenkov |

|                                                                                         |           |  |
| Vladimir Bartasevich 29’ Egor Rudkovskiy 30’ Leonid Gerchikov 48’ Dmitri Tsypchenko 58’ | Marcatori |  |

| Arbitro: | Artem Lyubimov |

|                                       |           |  |
| Maksim Kuzmin 40’ Allef 73’ Allef 84’ | Marcatori |  |

| Arbitro: | Pavel Shadykhanov |

|  |           |                                                           |
|  | Marcatori | 13’ Ramazan Gadzhimuradov 90'+3’ (rig.) Vladislav Kamilov |

| Arbitro: | Aleksey Amelin |

|                    |           |                          |
| Danila Buranov 40’ | Marcatori | 13’ Artur Ryabokobylenko |

| Arbitro: | Dmitri Streltsov |

|  |           |                                           |
|  | Marcatori | 73’ Pavel Golyshev 77’ Aleksandr Stavpets |

| Arbitro: | Sergey Kulikov |

|                   |           |  |
| Oleg Polyakov 37’ | Marcatori |  |

| Arbitro: | Aleksey Matyunin |

|                   |           |  |
| Aslan Dashaev 65’ | Marcatori |  |

### Kubok Rossii
| Arbitro: | Yan Bobrovskiy |

|                            |           |                                                           |
| Ilya Molteninov 12’ (rig.) | Marcatori | 21’ Pavel Yakovlev 80’ Ilya Mazurov 90'+2’ Roman Vorobjov |

| Arbitro: | Aleksey Sukhoy |

|                         |           |                                          |
| Vladislav Masternoy 42’ | Marcatori | 22’ Víctor Álvarez 90'+2’ Maksim Belyaev |